# Szuzuki Tosio (producer)
Szuzuki Tosio (鈴木 敏夫; Hepburn: Suzuki Toshio; Nagoja, 1948. augusztus 19. –) Oscar- és BAFTA-díjas japán filmproducer, Mijazaki Hajao régi kollégája, a Studio Ghibli korábbi elnöke. Szuzuki Japán egyik legsikeresebb producereként ismert a hatalmas bevételeket hozó Ghibli-animefilmek nyomán. Mijazaki így nyilatkozott róla: „Ha nem lenne Szuzuki úr, Studio Ghibli sem lett volna.”
Szuzuki a Tokuma Shotennél kezdte pályafutását, nem sokkal lediplomázása után került a vállalathoz. Az Aszahi Geino magazinon dolgozott, majd az Animage szerkesztője lett 1978-ban. Itt találkozott Mijazaki Hajaóval, a Kaze no Tani no Nausika című manga megalkotójával. Ő győzte meg később Mijazakit, hogy készítse el a manga filmadaptációját, majd a film után segített a Studio Ghibli megalapításában. Rész vett a Totoro – A varázserdő titka és a Szentjánosbogarak sírja gyártásában, miután 1991-ben hivatalosan is csatlakozott a stúdióhoz mint producer. 2005-től kezdve a stúdió elnöke volt egészen 2008-as visszalépéséig. Azóta a vállalat vezérigazgatója.
A Keio Egyetemen diplomázott irodalomból.

## Filmográfia

### Producerként
- Tensi no tamago, 1985, Tokuma Shoten
- Digital Devil Story: Megami tenszei, 1987, Tokuma Shoten
- Arslan szenki, 1991, Kadokawa Shoten
- Yesterday – Vissza a gyerekkorba (おもひでぽろぽろ Omoide poro poro), 1991
- Porco Rosso – A mesterpilóta (紅の豚 Kurenai no buta), 1992
- A tenger zúgása (海がきこえる Umi ga kikoeru), 1993
- Pom Poko – A tanukik birodalma (平成狸合戦ぽんぽこ Heiszei tanuki gasszen Ponpoko), 1994
- A könyvek hercege (耳をすませば Mimi vo szumaszeba), 1995
- On Your Mark (オン・ユア・マーク On jua máku), 1995
- A vadon hercegnője (もののけ姫 Mononoke hime), 1997
- A Yamada család (ホーホケキョとなりの山田くん Hóhokekjo tonari no Jamada-kun), 1999
- Siki-Dzsicu, 2000, Studio Kajino
- Ghiblies, 2000, (televíziós kisfilm)
- Nincs több suli (Recess: School’s Out), 2001, Disney Television Animation
- Chihiro Szellemországban (千と千尋の神隠し Szen to Csihiro no Kamikakusi), 2001
- Macskák királysága (猫の恩返し Neko no Ongaeshi), 2002
- Ghiblies Episode 2, 2002, (a Macskák királyságával együtt mutatták be a mozik)
- A vándorló palota (ハウルの動く城 Hauru no ugoku siro), 2004
- Páncélba zárt szellem 2. – Ártatlanság, 2004, Production I.G
- Doredore no uta, 2005
- Földtenger varázslója (ゲド戦記 Gedo szenki), 2006
- Ponyo a tengerparti sziklán (崖の上のポニョ Gake no ue no Ponyo), 2008
- Arrietty – Elvitte a manó (借りぐらしのアリエッティ Kari-gurasi no Arietti), 2010
- Kokuriko-zaka kara (コクリコ坂から), 2011
- Szél támad (風立ちぬ Kaze tacsinu), 2013
- Kaguya hercegnő története (かぐや姫の物語 Kagujahime no monogatari), 2013
- Omoide no Marnie (思い出のマーニー), 2014

### Kiadási producerként
- GoShogun: The Time Étranger (戦国魔神ゴーショーグン 時の異邦人 Szengoku madzsin gósógun-dzsi no kotokunibito), 1985
- Ginga eijú denszecu: Vaga yuku va hosi no taikai (銀河英雄伝説: わが征くは星の大海), 1988

### Társproducerként
- Kiki – A boszorkányfutár (魔女の宅急便 Majo no takkjúbin), 1989

### Gyártási bizottság tagjaként
- Nauszika – A szél harcosai (風の谷のナウシカ, Kaze no Tani no Nausika), 1984, Topcraft
- Laputa – Az égi palota  (天空の城ラピュタ, Tenkú no siro Rapjuta), 1986
- Szentjánosbogarak sírja (火垂るの墓, Hotaru no haka), 1988
- Totoro – A varázserdő titka (となりのトトロ, Tonari no Totoro), 1987

### Megjelenései
- A könyvek hercege (1995) – Nisi Siró egyik zenész barátjának hangja
- A vadon hercegnője (1997)
- Killers: .50 Woman (2003) – mint bűnös producer
- Tacsiguisi-Recuden (2006) – mint Hijasi Tanuki no Masza
- Jume to kjóki no ókoku (2013) – dokumentumfilm Szuzuki Tosióról, Mijazaki Hajaóról és Takahata Iszaóról

## Fordítás
Ez a szócikk részben vagy egészben  a   Toshio Suzuki (producer) című angol Wikipédia-szócikk ezen változatának fordításán alapul.  Az eredeti cikk szerkesztőit annak laptörténete sorolja fel. Ez a jelzés csupán a megfogalmazás eredetét és a szerzői jogokat jelzi, nem szolgál a cikkben szereplő információk forrásmegjelöléseként.